# قومية وجندر
تدرس الأبحاث المتمحورة حول القومية والجندر العمليات التي يؤثر فيها الجندر ويتأثر بتطور القومية. يُشار إلى هذا النوع من الأبحاث أيضًا باسم «القومية الجندرية»، إذ تصف هذه الأبحاث الظواهر التي تتدخل فيها مفاهيم الدولة أو الأمة – بما في ذلك مفاهيم المواطنة أو السيادة أو الهوية الوطنية- فيما يتعلق بالأدوار الجندرية.

## نبذة عامة وموضوعات رئيسية
ينطوي مفهوم القومية على أشكال متباينة، إذ لا يؤثر الجندر أو الجنسانية إلا على تطور القومية في سياقات محددة. تخلق الحركات القومية الأنظمة الجنسانية والأدوار الجندرية، أو تُستخدم ذريعةً لدعم الحركات القومية بأساليب مختلفة. على سبيل المثال، يُنظر إلى هوية الأمة بمنظور جندري عندما تقرر المجتمعات ضرورة القومية أو حتميتها. قد تُصوّر الأرض المادية في حد ذاتها على أنها أنثى (أي «الوطن الأم»)، إذ تُعتبر جسدًا معرضًا لخطر الانتهاك على يد الذكور الأجانب، بينما يُعتبر الكبرياء الوطني الذي ينطوي على حماية حدوها (أي الأرض) ذكرًا. 
تتأثر الحقوق القانونية المتعلقة بالجندر والجنسانية بالحركات القومية. يستكشف عمل كوماري جاياواردينا كيفية تأثير الرغبة في الحصول على الاعتراف القانوني والمساواة في مشاركة المرأة في الحركات القومية في آسيا. وفي هذا الصدد، بحث إميل إيدنبورغ في العلاقة التي تربط معارضة الحقوق القانونية لمجتمع الميم في روسيا والشيشان ببعض الخطابات القومية المعينة. درست الأبحاث المتعلقة بالجندر والقومية في العلاقات بين الجندر والجنسانية والهياكل الوطنية، وذلك من خلال التبحر في موضوعات الرجال والذكورة والمرأة والأنوثة والمعيارية المغايرة والجنسانية، وعن طريق مقاطعة موضوعات الدين والعرق والجندر والقومية. 

### الرجال والذكورة والقومية
يختلف الفهم المعياري لمفاهيم الذكورة والسلوك الذكري باختلاف السياقات الثقافية أو التاريخية أو الجغرافية. يؤثر الرجل ومفهوم الذكورة في تطور القومية، ويعود السبب في ذلك إلى تأثير السلوك الذكوري والذكورة على العلاقات الاجتماعية والسياسية عمومًا. يعتقد جورج موسه أن الصور النمطية الذكورية الحديثة على علاقة وثيقة مع مفهوم القومية الحديثة. ترتبط الذكورة بالقومية وهيكل الدولة وتوسعها ارتباطًا وثيقًا، إذ غالبًا ما يهيمن الذكور على بعض المؤسسات كالجيش مثلًا وعلى بعض المشاريع القومية مثل الإمبريالية والاستعمارية. 
أشارت شيرين إم. راي إلى العلاقة التي تجمع التنمية الاقتصادية بمشاريع بناء الدولة في سياقات ما بعد الاستعمار، ولاحظت تصنيف هذه العلاقة على أنها ذكورية، الأمر الذي يسفر عن التقليل من قيمة الاستقرار الاقتصادي للنساء والرجال الخاضعين في نهاية المطاف. تضع النماذج الهرمية السلطوية والمتعلقة بصنع القرار في إطار الهياكل الوطنية سلطة الرجال وحقوقهم القانونية وعمالتهم وجنسانيتهم في المرتبة الأولى. تعزز الحركات القومية -على الصعيد الرمزي والأيديولوجي- الإسقاطات الذكورية لمفاهيم الشرف والوطنية والشجاعة والفحولة الجسدية والعقلانية والفردية والواجب. 

### النساء والأنوثة والقومية
لا ترتبط الأدوار الاجتماعية والسياسية المتوقعة من المرأة بمفاهيم الأنوثة وحسب، بل ترتبط أيضًا بعلاقات القوى على الصعيدين المحلي والوطني. تصبح المسؤوليات الاجتماعية -كتربية الأطفال وغيرها من أنواع التوظيف والمشاركة بين الشخصية مثلًا- مؤنثةً ومتوقعةً من النساء. أصبحت عمالة النساء وأجسادهن بمثابة موارد مادية ورمزية للمشاريع القومية والاستعمارية. ترتبط الهويات الوطنية غالبًا بالمرأة وقدرتها على الإنجاب. 
ترتبط بعض المفاهيم مثل الإقليم والمجتمع والإثنية جنبًا إلى جنب مع التطلعات المتعلقة بمستقبل الأمة بالأدوار الجندرية، التي تصور النساء راعيات (أمهات) لمستقبل الأمة. تؤثر مقاومة النساء لهذه التوقعات والإسقاطات والأدوار على تطوير الهوية الوطنية. وفي المقابل، قدمت الحركات القومية للنساء المحرومات فرصًا محتملةً للتعامل معهن باعتبارهن مشاركات نشطات في المجالات السياسية والاجتماعية. لخطت كل من نيرا يوفال ديفيس وفلورا أنثياس العلاقة بين المرأة والقومية، إذ ميزتا بين خمسة أشكال تشارك فيها النساء على الصعيد القومي. صنفت ديفيس وأنثياس النساء بصفتهن: منتجات بيولوجيات للأعضاء الوطنيين الجدد، أو رموزًا للاختلاف الوطني، أو ناقلات ومبدعات للقصص الثقافية، أو أدوات لفرض حدود الأمة، أو مشاركات نشطات في الحركات الوطنية. 

### المعيارية المغايرة والجنسانية والقومية
تتماشى الحركات القومية غالبًا مع النماذج الأسرية ذات المعيارية المغايرة، أي الأسر المؤلفة من أفراد مغايرين جنسيًا يتولى فيها الذكور المهام القيادية بينما تتولى الإناث المهام الإنجابية وغيرها من الأدوار الطبيعية والتكاملية بين الرجل والمرأة. وبذلك، تُعتبر القومية أداةً لدعم الهياكل السلطوية ذات المعيارية المغايرة، أي تلك التي تستثني أو تُخضع الأقليات الجنسية أو الأشخاص الذين لا يتماهون مع الثنائية الجندرية (ذكر – أنثى). 

### الدين والعرق والجندر والقومية
يتقاطع كل من العرق والدين مع تطور القومية، ويؤثران على كيفية بناء الأدوار الجندرية على الصعيد القومي. تتوافق العنصرة –أي عملية نسب العرق إلى مجموعات اجتماعية معينة أو أفراد معينين- مع تكوينات محددة للجندر والطبقة والقومية. على سبيل المثال، ترى الباحثة آن ميكلينتوك أن تطور القومية الأفريقانية في جنوب أفريقيا متعمد على عقيدة الفصل العنصري بين الأفريقانيين، فضلًا عن ارتباطه بالأدوار الجندرية التي جعلت النساء خاضعات للرجال ومسؤولات عن خدمة الأمة. قد يؤثر الدين أيضًا على المشاركة في الحركات القومية والخطاب القومي والدوافع الكامنة وراء تأسيس الدول القومية. 
قد يتماشى إشراك مجتمعات دينية معينة أو استبعادها مع أشكال معينة من الخطاب القومي ذو الطابع الجندري. يعتقد المنظر غاسبير بور أن الخطابات القومية ذات الطابع الجندري من شأنها أن تشيطن المسلمين في الولايات المتحدة وتدعو إلى طردهم، الأمر الذي يعني ارتباط تصورات معينة للدول القومية ومفهوم القومية بالتشكيلات الجندرية. قد يؤثر الدين أيضًا على الأدوار الجندرية في أماكن معينة، لذا قد يشعر الرجال والنساء بوجود هوة بين التوقعات الجندرية لدينهم والتوقعات الجندرية المرتبطة بالخطاب القومي عند تنفيذ المشاريع القومية.

## الدراسات البحثية حول القومية والجندر
تُعتبر دراسات القومية والجندر مجالًا فرعيًا في إطار الدراسة الشاملة متعددة التخصصات للقومية، والتي يشار إليها أيضًا باسم الدراسات القومية. تستند دراسات القومية والجندر إلى النسوية، ونظرية أحرار الجنس، ونظرية ما بعد الاستعمارية، بالإضافة إلى الأساليب الشاملة لعدة تخصصات والهادفة إلى التحقيق في العلاقة بين الجندر والقومية. يتفق الباحثون على اعتبار الجندر والجنسانية والقومية هياكل اجتماعية وثقافية. يزعم الباحثون في مجال الجندر والقومية أن التشكيلات الجندرية ترتبط بتطور القومية وتؤثر عليه. جاء تطور الدراسات القومية والجندرية نتيجةً لقلة الدراسات المتعلقة بالطريقة التي يتقاطع بها الجندر والجنسانية مع القومية، إذ لم يهتم الباحثون التقليديون في مجال القومية بهذا الأمر. كان الباحثون النسويون أول المنظرين الذين تناولوا العلاقة بين القومية والجندر، إذ شرعوا في الكتابة حول هذه العلاقة في ثمانينات وتسعينيات القرن العشرين. ركزت هذه الدراسات النسوية الأولى التي بحثت في الجندر والقومية في المقام الأول على دور المرأة في تطوير القومية. وفي المقابل، بدأ العديد من الباحثين بتناول الأبعاد العديدة للجندر والجنسانية من حيث علاقتهما بتطور القومية. 
يُعتبر السياق والمكان بمثابة عاملين مهمين لفهم كيفية تطور القومية، الأمر الذي دفع الباحثون إلى استخدام دراسات الحالات لاستكشاف السبب الكامن وراء العلاقة بين الجندر والقومية في سياقات محددة. حللت دراسات الحالات التي تناولت موضوع الجندر والقومية هذه العلاقة في كندا والأرجنتين والهند وجنوب أفريقيا وإسرائيل وروسيا وأيرلندا والولايات المتحدة وغيرها من الأماكن. أولى بعض المنظرين اهتمامًا خاصًا للعلاقة بين الجندر والقومية في سياق ما بعد الاستعمار، وذلك نظرًا للعلاقة التي تربط بين الاستعمار والهجرة والقومية، إذ درسوا العلاقة بين عبر القومية والجندر. 